# Vendargues
Vendargues település Franciaországban, Hérault megyében. Lakosainak száma 7157 fő (2022. január 1.). Vendargues Castries, Baillargues, Le Crès, Saint-Aunès és Teyran községekkel határos.

## Népesség
A település népessége az elmúlt években az alábbi módon változott:
| Lakosok száma | 1411 | 2601 | 4257 | 5434 | 6181 | 6155 | 6232 | 6423 | 6771 | 7157 |
|               | 1968 | 1982 | 1990 | 2006 | 2013 | 2015 | 2017 | 2019 | 2020 | 2022 |